# Законодателна власт
Законодателната власт е орган за управление на държавата, който приема, изменя, допълва и отменя законите в държавата.

## Законодателна власт в България
В България законодателната власт е в Народното събрание. В него участват 240 народни представители, избрани въз основа на общо, равно и пряко избирателно право. Неговият състав е постоянен и не зависи от броя на населението в страната. Народното събрание се избира в срок от 4 години (четиригодишен мандат). Народни представители могат да бъдат всички български граждани, които нямат друго гражданство освен българско, навършили са 21 години, не са поставени под запрещение и не изтърпяват наказание за лишаване от свобода. Народните представители се събират на парламентарни заседания на които се обсъждат и гласуват законите. Всеки депутат има право на законодателна инициатива, както и Министерския съвет, според Конституцията на Република България.